# Kokosinye
Kokosinye (macedónul: Кокошиње) település Észak-Macedóniában, a Északkeleti körzetben, Kumanovo községben.

## Népesség
| Lakosok száma | 741  | 779  | 634  | 417  | 170  | 84   | 69   | 45   | 12   |
|               | 1948 | 1953 | 1961 | 1971 | 1981 | 1991 | 1994 | 2002 | 2021 |

- 2002-ben 45 lakosa volt, akik közül 44 macedón és 1 szerb.